# Góra Otłoczyn
Góra Otłoczyn (102 m n.p.m.) – jedna z najwyższych wydm śródlądowych na terenie Toruńskiego Poligonu. Znajduje się niedaleko stacji PKP Otłoczyn, na terenie tzw. „Kozich Gór”. Góra Otłoczyn wraz z pobliskimi wzniesieniami jest przykładem wpływu procesów eolicznych na kształtowanie Kotliny Toruńskiej po ustąpieniu ostatniego zlodowacenia i tym samym reprezentuje jeden z większych śródlądowych obszarów wydmowych Polski